# Římskokatolická farnost Rudíkov
Římskokatolická farnost Rudíkov je územní společenství římských katolíků v Rudíkově, s farním kostelem svatých Petra a Pavla.

## Území farnosti
Do farnosti náleží území těchto obcí:
- Rudíkov s kostelem svatých Petra a Pavla,
- Batouchovice,
- Bochovice,
- Hroznatín,
- Nový Telečkov,
- Oslavička,
- Přeckov,
- Vlčatín s kaplí Neposkvrněného početí Panny Marie.

## Historie farnosti
První písemná zmínka o obci pochází z roku 1234.

## Duchovní správci
Od 1. září 2004 zde byl farářem R. D. Mgr. Václav Knotek. Od srpna 2017 byl farářem jmenován R. D. Mgr. Milan Těžký.
Ve farnosti mezi lety 1901 a 1922 působil Jakub Pavelka.

## Bohoslužby
| Kostel                | Místo   | Bohoslužba (den) | Hodina      | Poznámka     |
| --------------------- | ------- | ---------------- | ----------- | ------------ |
| svatého Petra a Pavla | Rudíkov | neděle středa    | 11.00 17.00 | farní kostel |

## Aktivity farnosti
Dnem vzájemných modliteb farností za bohoslovce a bohoslovců za farnosti brněnské diecéze je 26. červen. Adorační den připadá na nejbližší neděli po 3. květnu.
V říjnu 2019 uděloval ve farnosti biskup Pavel Konzbul svátost biřmování.